# هستقيوس
هستقيوس (825-864؟) هو أسقف مالقة.

## السيرة
حصل على تاج الكنيسة في سن العشرين سنة 845. تمكن من بيعه وحقق منه ربحًا كبيرًا.. استخدم ثروته المكتسبة بطريقة غير مشروعة في الكماليات والمآدب والحفلات التي كان يدعو إليها أمير الأندلس. كان لديه حارس شخصي. كان يشك في خلود الروح وقيامة الموتى في المستقبل. اصطف مع أمراء الأندلس ضد قرارات بعض الكنائس. كانت لديه نظريات لم يتقبلها المجتمع المسيحي، مثل إعلانه أن الله هو صورة مادية وبشرية، مؤكدًا أن الخالق كان في كل الأشياء ليس بالجوهر، بل بالدقة، وأضاف إلى ذلك أن الكلمة تجسدت في قلب العذراء وليس في بطنها. كما ادعى أن القدرة الإلهية موجودة في كل مكان، مثل الأرض، والماء، والهواء، أو النور، وأنها موجودة على قدم المساواة في النبي الذي يتنبأ، وفي الشيطان الذي يطير في الهواء، وفي الأصنام، وحتى في الديدان الصغيرة. وصفته الكنيسة أنه يقصد الشرك بتنوع الآلهة. أجبرته الكنيسة المستعربية في الدولة الأندلسية على التخلي عن إيمانه، الأمر الذي فعله مكرهًا.

## الملاحظات والمراجع
1. ↑  Menéndez Pelayo، Marcelino (1992). Historia de los heterodoxos españoles. Consejo superior de investigaciones científicas.
2. ↑  Sansón، Abad (1998). Apologético. Akal.